# USS Wasp (CV-7)
El USS Wasp (CV -7) fue un portaaviones de la Armada de Estados Unidos. Fue el octavo buque de la Armada en portar este nombre y fue el único de su clase derivado de la clase Yorktown. Fue construido para aprovechar al máximo el tonelaje permitido a los Estados Unidos según lo estipulado en el Tratado naval de Washington para portaaviones, se construyó sobre una versión de tamaño reducido de la clase Yorktown, es decir 41 m menos de eslora y 11 200 t menos que esta clase,  lo que implicó además que su casco y compartimentación estanca no fuesen reforzados.

El USS Wasp fue puesto en grada el 1 de abril de 1936, en los astilleros Fore River Shipyard en Quincy, Massachusetts, se botó el 4 de abril de 1939 actuando como madrina del acto Carolyn Edison, esposa de Charles Edison Asistente del Secretario de la Armada de los Estados Unidos y asignado el 25 de abril de 1942. Su primer Comandante fue el Capitán John W. Reeves, Jr.
Fue hundido en aguas de las Islas Salomón con dos torpedos por el submarino japonés I-19, el 15 de septiembre de 1942 con la pérdida de 170 marineros y un corresponsal de guerra. En esa misma acción los torpedos Long lance del I-19 alcanzaron al destructor USS  O´Brien (DD-415) y al acorazado USS North Carolina dañándolos gravemente.

## Pecio
El USS Wasp fue encontrado en 2019 por el RV Petrel a 4345 m de profundidad en una sola pieza, sobre su quilla bastante hundida en el limo, en posición normal y en relativas condiciones de conservación.

## Galería

Galería de imágenes del USS Wasp (CV-7)
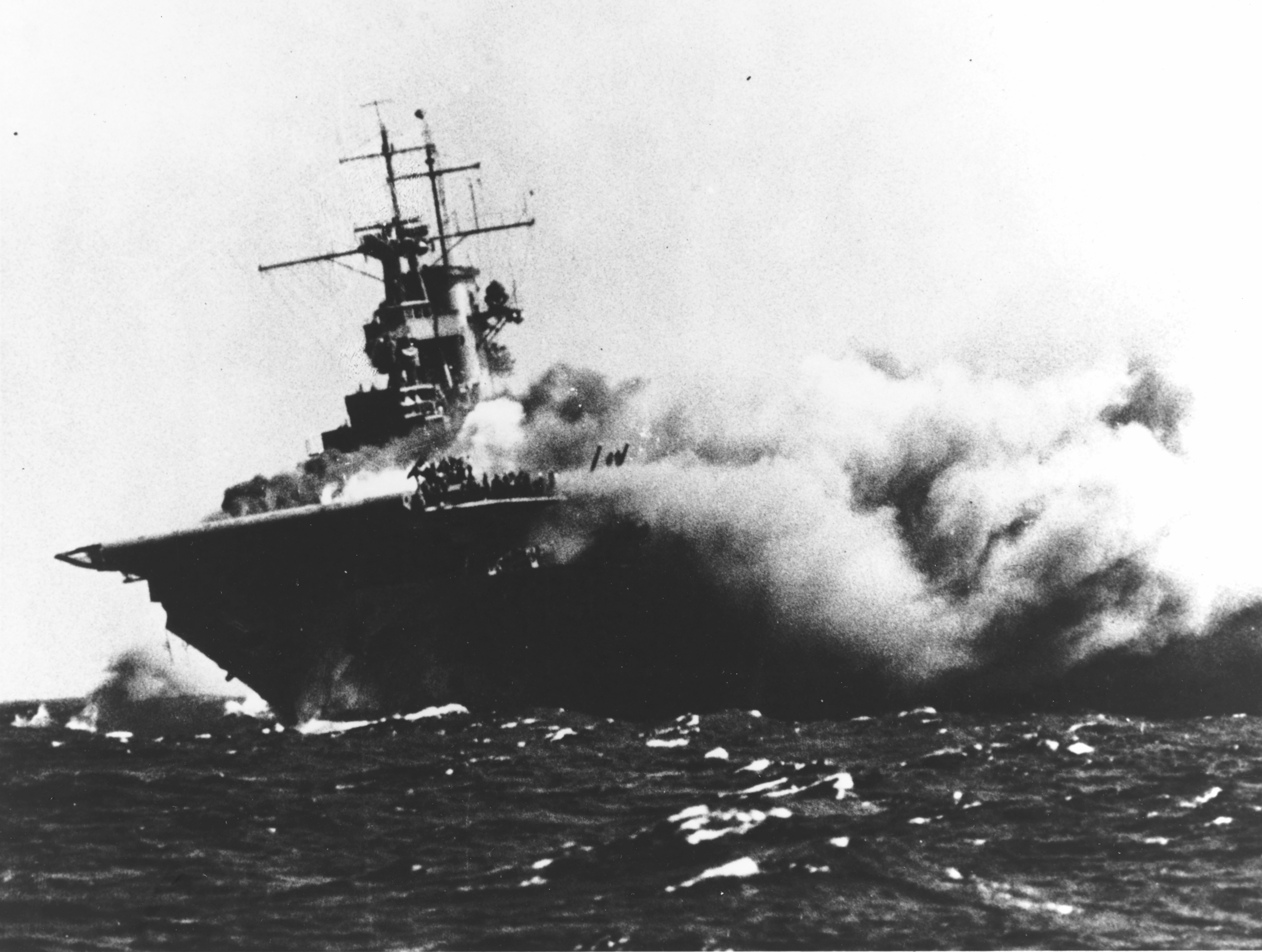
Dramática fotografía del USS Wasp incendiándose.
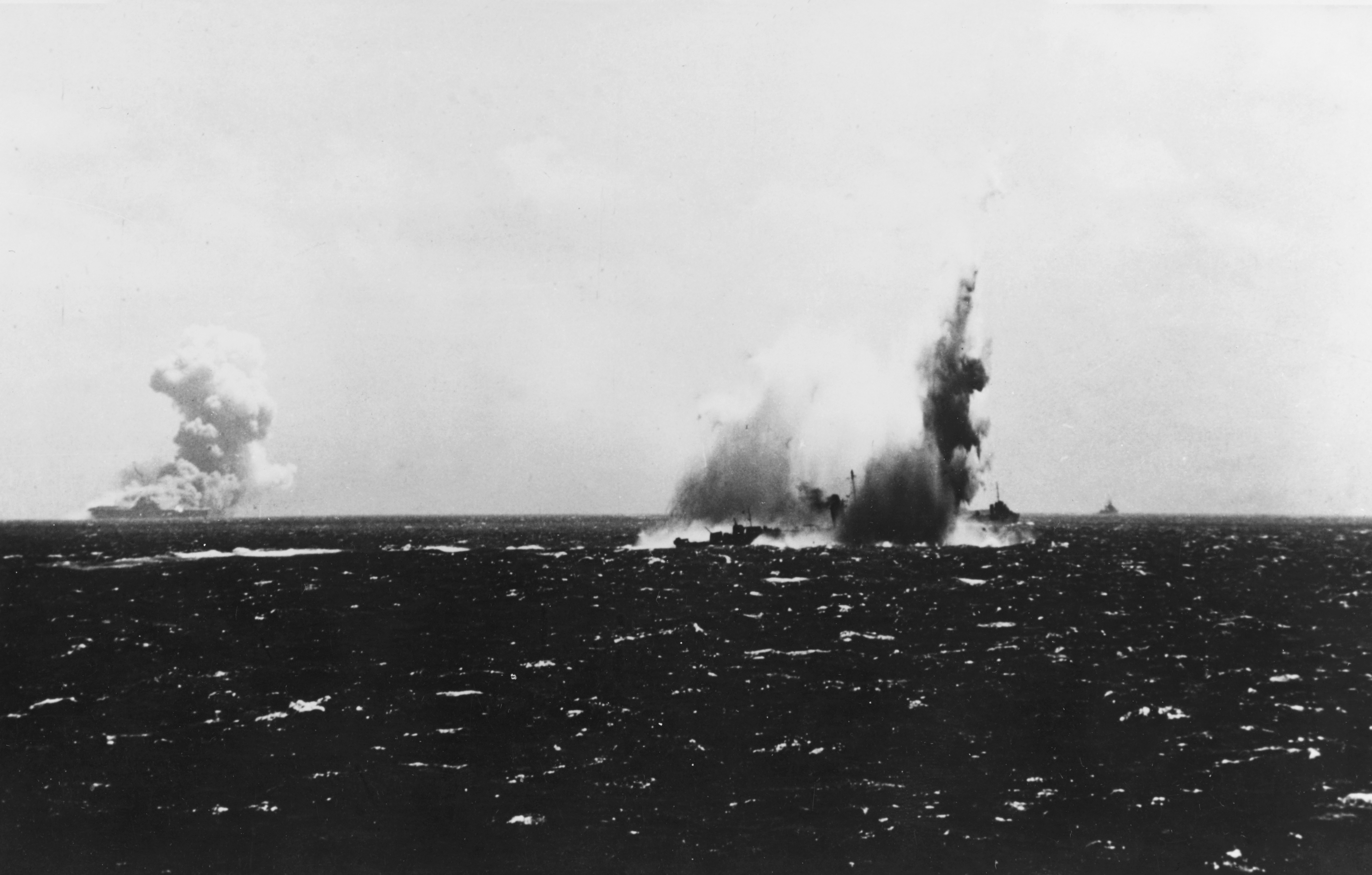
El O´Brien siendo impactado por un torpedo, al fondo el USS Wasp envuelto en incendios.
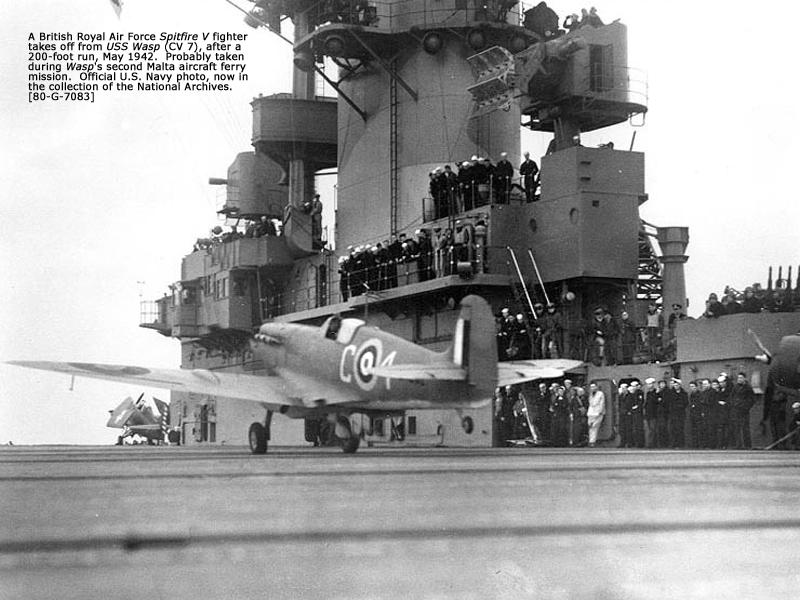
Un spitfire tomando cubierta en las operaciones en Malta.
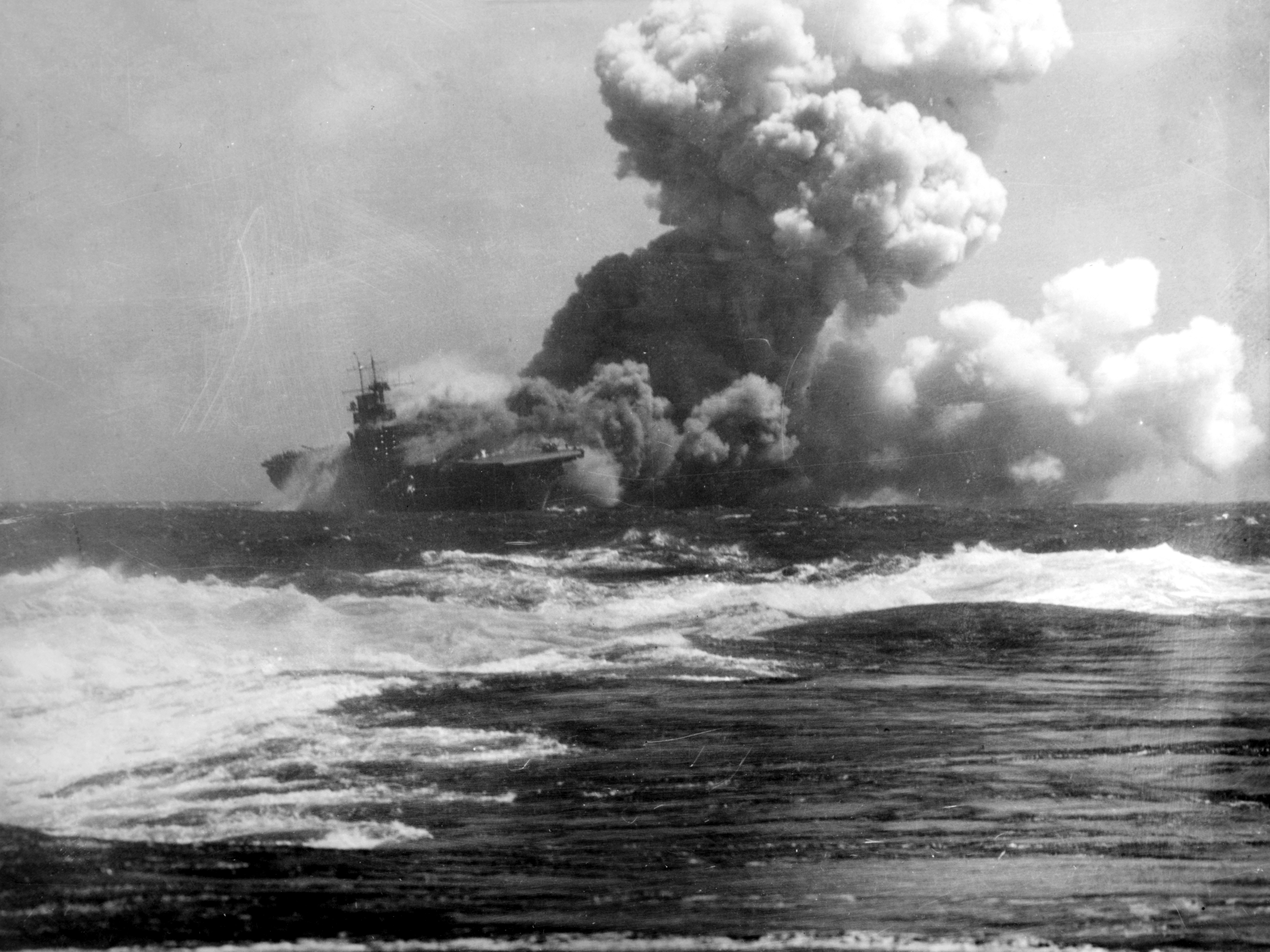
Momentos finales del USS Wasp.